# Girolamo Negri
Girolamo Negri (detto il Boccia; Bologna, 1648 – Bologna, post 1721) è stato un pittore italiano.

## Biografia
Negri (che sembra acquisire il soprannome a causa della sua passione per il vino) iniziò la gavetta nella bottega di Domenico Maria Canuti, per poi passare a quella di Lorenzo Pasinelli, partecipando all'ambiente insieme e Giovan Gioseffo Dal Sole e Donato Creti. Nel 1682 decora, la ormai perduta, volta della chiesa dei Celestini a Faenza e si dedica a commissioni di opere pubbliche affidateli dai Padri Gesuiti. Al di là della pittura su commissione, Negri si dedica a Bologna anche al "ritratto di carattere", che era una particolare tipologia di ritratto generico senza particolarità ritrattistiche, che servivano per estrarre pose e espressioni. È l'autore tra l'altro di un ritratto di Giampietro Cavazzoni Zanotti (attribuito)

## Opere
Autore di dipinti di soggetto religioso, alcune sue opere sono presenti in:
- Cattedrale di San Pietro (Bologna), Apparizione della Vergine con il Bambino a San Pietro
- Sagrestia della Chiesa di Santa Maria in Galliera a Bologna, Rinnegamento di Pietro
- Chiesa di San Bartolomeo (Modena)
- Educatorio San Paolo, Modena, Santa Cecilia
- Pinacoteca comunale di Faenza
- Fondazione Cassa di Risparmio di Cesena, Figura femminile con putto e Figura maschile con amorino
- Pinacoteca Civica "Domenico Inzaghi", Budrio, San Paolo Eremita